# Disphragis hemicera
Disphragis hemicera är en fjärilsart som beskrevs av William Schaus 1910. Disphragis hemicera ingår i släktet Disphragis och familjen tandspinnare. Inga underarter finns listade i Catalogue of Life.

## Bildgalleri

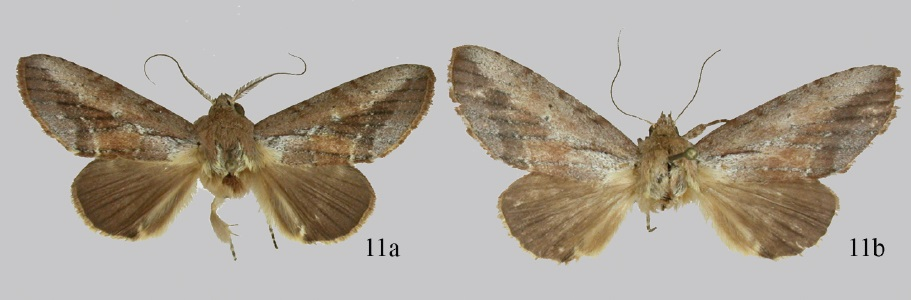